# Hadali
Hadali es una localidad de Pakistán, en la provincia de Punyab.

## Demografía
Según estimación 2010 contaba con 57.351 habitantes.